# Nefertkau I
Nefertkau I (Nfr.t k3.w) va ser una princesa egípcia de la IV Dinastia. Era la filla gran del rei Snefru i, per tant, germanastra del rei Khufu.
| nfr | D21 · X1 | D28 · D28 · D28 |

| nfr | D21 · X1 | D28 · D28 · D28 |

Se sap també que va ser la mare de Nefermaat II i l'àvia de Sneferukhaf. A les tombes del seu fill (7060) i del seu net (7070) hi apareix citada explícitament com a filla de Snefru. Kurt Heinrich Sethe va argumentar a partir de la inscripció de la tomba de Nefermaat que Nefertkau s’havia casat amb el seu propi pare i que Nefermaat era el fill de Snefru. George Andrew Reisner era contrari, en canvi, a aquesta teoria i va suggerir que Nefertkau podria haver-se casat amb Khufu; si no, accepta la possibilitat que Nefertkau s'hagués unit a un home noble del qual se n'ha perdut el nom.
S'ha proposat que haguessin enterrat a Nefertkau a la mastaba G 7050 del camp oriental de la necròpolis de Guiza. La tomba no té inscripció, de manera que la seva propietat roman en la conjectura. La tomba es va utilitzar per a nous enterraments durant els temps saïtes (XXVI dinastia) o ptolemaics i avui està molt malmesa.